# Saverio Marotta
Saverio Marotta (Falconara Marittima, 4 settembre 1911 – Canale di Sicilia, 4 maggio 1943) è stato un ufficiale italiano.
Con il grado di tenente di vascello della Regia Marina, partecipò alla seconda guerra mondiale prima come ufficiale di artiglieria a bordo dell'incrociatore Luigi Cadorna e poi come comandante della torpediniera Perseo; a bordo della Perseo Marotta svolse numerosi missioni di scorta ai convogli di rifornimento tra l'Italia e il Nordafrica, ottenendo numerose ricompense al valor militare tra cui due Medaglie d'argento e tre Medaglie di bronzo, oltre a una promozione a capitano di corvetta.
Marotta rimase ucciso al comando della Perseo nelle prime ore del 4 maggio 1943 nelle acque del Canale di Sicilia, durante la battaglia del convoglio Campobasso contro le forze britanniche; fu poi insignito postumo della Medaglia d'oro al valor militare.

## Biografia
Nato a Falconara Marittima, Marotta fu ammesso alla Regia Accademia Navale di Livorno nel 1929, uscendone nel 1933 con il grado di guardiamarina. Promosso sottotenente di vascello nel 1934, ottenne un imbarco sull'incrociatore leggero Alberico da Barbiano passando poi, nel 1935, a bordo dell'incrociatore pesante Trento; con quest'ultimo partecipò, tra il 1935 e il 1936, alle operazioni militari italiane nelle acque della Spagna durante il periodo della guerra civile tra repubblicani e nazionalisti. In seguito frequentò il Corso Superiore all'accademia navale di Livorno, conseguendo un brevetto come direttore di tiro.
Dopo l'entrata dell'Italia nella seconda guerra mondiale, nel novembre 1940 Marotta ottenne un imbarco sull'incrociatore leggero Luigi Cadorna, con il quale partecipò a varie missioni di guerra nel teatro bellico del mar Mediterraneo. Conseguito il grado di tenente di vascello, nell'agosto 1942 ottenne il suo primo comando, quello della torpediniera Perseo impegnata nelle difficili operazioni di scorta ai convogli di rifornimento dell'Asse lungo le rotte tra Italia e Libia; con la Perseo Marotta prese parte a varie azioni belliche, ottenendo numerosi riconoscimenti al valor militare. Nell'ottobre 1942, per aver difeso dagli attacchi aerei nemici e trainato in salvo una petroliera lungo la rotta da Suda a Tobruch, ottenne una Medaglia d'argento al valor militare; nel dicembre seguente ottenne due volte la Medaglia di bronzo al valor militare per aver difeso in due occasioni (5 e 24 dicembre) un convoglio da parte di attacchi di sommergibili britannici. Promosso capitano di corvetta il 1º gennaio 1943, nelle prime ore del 16 gennaio seguente Marotta sostenne un duro combattimento con due cacciatorpediniere britannici mentre con la Perseo stava scortando la motonave D'Annunzio da Tripoli all'Italia: la motonave venne affondata e la Perseo gravemente danneggiata nell'impari scontro, ma Marotta riuscì a condurre la sua nave in salvo a Lampedusa. Per questa azione ottenne una seconda Medaglia d'argento al valor militare, seguita in aprile da una terza Medaglia di bronzo dopo un lungo ciclo di missioni di scorta al traffico navale diretto in Tunisia; ottenne anche tre citazioni nei bollettini di guerra.
La sera del 3 maggio 1943 Marotta lasciò Pantelleria al comando della Perseo per scortare a Tunisi il piroscafo Campobasso. Grazie alle decrittazioni del sistema "Ultra" i britannici erano al corrente dell'operazione, e tre cacciatorpediniere della Royal Navy attendevano il convoglio italiano nelle acque al largo della penisola di Capo Bon. Guidati dal radar, i britannici attaccarono il Campobasso alle 23:47, incendiandolo dopo averlo ripetutamente colpito; Marotta cercò di coprire il piroscafo con una cortina fumogena, poi diresse la Perseo direttamente contro il nemico per lanciare un contrattacco. Inferiore per armamento, la torpediniera si ritrovò ben presto a mal partito: dopo un'avaria al timone, la nave immobile fu centrata numerose volte dai cannoni britannici, riportando gravi danni e numerose vittime a bordo; lo stesso Marotta ebbe il braccio amputato da un'esplosione. La Perseo era ormai condannata, e alle 23:55 fu ordinato all'equipaggio di abbandonarla. Le esatte circostanze della morte di Marotta sono ricostruite differentemente da diversi testimoni: sembra che l'ufficiale, privo di senso per la perdita di sangue, fu trasportato a bordo di una imbarcazione di salvataggio, ma rinvenne e chiese di essere riportato a bordo della Perseo per morire a fianco dei caduti dell'equipaggio; l'imbarcazione si sarebbe però rovesciata e Marotta scomparve tra i flutti del mare. Lo scafo martoriato della Perseo affondò poi all'01:00 del 4 maggio, con 133 vittime tra il suo equipaggio.
Per la sua azione di comando durante la battaglia del convoglio Campobasso, Marotta ottenne alla memoria una Medaglia d'oro al valor militare.